# Naturgeografi
Naturgeografi är den naturvetenskapliga delen av geografin, i motsats till kulturgeografi, som är den samhällsvetenskapliga. Naturgeografin behandlar jordytans landformer och de processer som påverkar denna. 
Inom naturgeografin studeras fysisk geografi som behandlar berggrund, mark, terrängformer, vatten, väder och klimat och biologisk geografi som behandlar organismers geografiska fördelning över jordytan. Se även geovetenskap.

## Uppdelning

### Fysisk geografi
Fysisk geografi är en sammanfattande benämning på de vetenskaper inom naturgeografin som studerar jorden (berggrund, mark, terrängformer, vatten och klimat), dess miljö och globala förändringar. Den fysiska geografin beskriver vilka processer som styr och hur dessa processer påverkar landskapsutvecklingen.

#### Geomorfologi
Huvudartikel: Geomorfologi
I Geomorfologi studeras jordytans morfologi och de processer som har skapat dessa, så som vittring, erosion och sluttningsprocesser och sedimentation. Även olika landformer som rullstensåsar och moränryggar studeras. Denna inriktning har utvecklats och tagit intryck från både geologin och geografin.  

#### Klimatologi
Huvudartikel: Klimatologi
Klimatologi är studiet av klimatet på lokal, regional och global nivå. Detta innefattar allt från studiet av mikroklimatet på till exempel en vägsträcka för att minska väghalka till globala klimatförändringar. En central fråga för dagens klimatforskning är att klarlägga hur stor del av den globala klimatförändring som sker idag orsakas av mänsklig aktivitet.

#### Hydrologi
Huvudartikel: Hydrologi
Inom hydrologin studeras förekomst och processer av vattnet på jordens landområden. Den tidigare termen hydrografi används idag enbart för kartläggningen av hav, sjöar och vattendrag. I Sverige studeras de fysikaliska aspekterna av sötvatten inom ämnet hydrologi och de biologiska och kemiska aspekterna inom limnologi. I andra länder är det vanligt att dessa vetenskapsgrenar behandlas tillsammans.

#### Oceanografi
Huvudartikel: Oceanografi
Internationellt sett är oceanografi en benämning studiet av havens geologi, biologi, fysik och kemi. I Norden avgränsas ämnet oftare till att bara inbegripa de fysikaliska och kemiska egenskaperna och processerna. Fysisk oceanografi behandlar havets fysikaliska egenskaper och processer som temperatur och havsströmmar. Kemisk oceanografi studerar den kemiska sammansättningen av havet som salthalt och kvävets kretslopp.

#### Glaciologi
Huvudartikel: Glaciologi
Inom glaciologi studeras glaciärer och inlandsisar samt egenskaper hos snö och is.

### Biologisk geografi

#### Biogeografi
Huvudartikel: Biogeografi
I biogeografin studeras organismers geografiska fördelning över jorden. Faktorer som påverkar utbredningen kan till exempel vara naturkatastrofer, kontinenternas förflyttningar, fysiska barriärer, havsnivåförändringar, förändringar i klimat-, vegetations- och terrängförhållanden. Andra faktorer är organismernas förmåga att anpassa sig till rådande miljöförhållandenär.